# Dicerocaryum forbesii
Dicerocaryum forbesii är en sesamväxtart som först beskrevs av Joseph Decaisne, och fick sitt nu gällande namn av A.E.van Wyk. Dicerocaryum forbesii ingår i släktet Dicerocaryum och familjen sesamväxter. Inga underarter finns listade i Catalogue of Life.